# Ladislav Beluš
Ladislav Beluš (Čurguj, Mađarska, 22. lipnja 1835. – Zagreb, 1. kolovoza 1900.), hrvatski športski djelatnik, biciklist i planinar
Donio iz Pariza prvi tricikl u Zagreb nakon posjete Svjetskoj izložbi 1867. godine. Obnašao je dužnost odbornika u zagrebačkome ogranku Hrvatskog sokola i odbornik u Hrvatskom planinarskom društvu. O svome vlastitom trošku uredio je na gornjogradskom Jezuitskom trgu prvo (privatno) klizalište u Zagrebu 1874. godine.

## Vanjske poveznice
- Hrvatski radio  Arhivirana inačica izvorne stranice od 5. ožujka 2016. (Wayback Machine) Ladislav Beluš u emisiji 'Zagrebački vremeplov' kroničara Miroslava Šašića, emitirano 1. kolovoza 2014. 10:00